# Língua seri
A língua Seri é um idioma indígeno americano usado pelo povo Seri que vive no litoral de Sonora, no noroeste do México. A quantidade de falantes de Seri no ano 2000 não passava de 800 pessoas, conforme Censo Oficial, tratando-se de uma língua em risco de extinção. Quase toda a comunidade Seri, inclusive as crianças, fala a língua. Por isso, é considerada uma das Línguas Indígenas do México, sendo seu uso bem forte dentro da comunidade do povo Seri se orgulha de usá-la. Em 1950 eram apenas 250 pessoas nesse grupo.

## Nome da língua
O nome Seri é um exônimo dado ao grupo étnico que foi usado desde os primeiros contatos com os espanhóis (era as vezes escrito com ceres). Gilg, em 1692, informou que era uma palavra espanhola, porém, hoje se sabe com segurança que era um nome dado outro indígena da região do povo seri. Recentemente, afirmações modernas indicam um nome "yaqui" que significa 'homens da areia' ou um nome "ópata" que significa 'os que correm rápido'  as quais carecem de fundamentos..
Na própria língua, o idioma é chamado cmiique iitom (/ˈkmiːkɛ iːtom/ [ˈkw̃ĩːkːɛ iːtom]'), que contrasta com cocsar iitom ("espanhol") emaricaana iitom ("inglês"). A expressão é uma frase nominal que literalmente seria 'com que uma pessoa seri fala'. La palavra cmiique (foneticamente [ˈkw̃ĩːkːɛ]) é um substantivo singular para "pessoa seri". A palavra iitom é uma nomilização oblíqua do verbo intransitivo caaitom 'falar', com o o prefixo i- (genitivo da terceira pessoa) e o prefixo nulo para o nominalizador para essa classe de raiz. Outra expressão similar que se ouve de vez em quando para designar a língua é cmiique iimx, que é uma construção similar com base no verbo transitivo quimx "dizer, relatar" (raiz = amx).
O comitê encarregado escolheu para título do Dicionário o termo  comcaac quih yaza, que é o plural de cmiique iitom. Era o nome mais apropriado para um projeto desse tipo, ainda que não seja o termo mais comumente usado. Comcaac (foneticamente [koŋˈkɑːk]) é a forma plural de cmiique e yaza, sendo a nominalização correspondente à palavra iitom, ooza sendo a raiz plural, e o y- (que causa mudança na vogal seguinte) é o nominalizador; prefixo possessivo, genitivo da terceira pessoa que sofre elisão antes do y. A palavra quih é um determinante singular (que combina com o substantivo plural para designar a comunidade seri).

## Classificação
O Seri foi incluído como membro de uma hipotética grande família "Hokana" primeiramente como sendo uma das línguas Yumano-Cuchimes e depois como a única representante de outro hipotético grupo, o das seri-salinianas". A relação entre o sei e o "Salinero" (Salinas (Califórnia) foi proposta há mais de 70 anos, sendo, porém,  muito contestada hoje em dia. Foi inclusive posta em dúvida alguma relação com as línguas Hokanas por falta de evidências contundentes. Conformr. Campbell seria uma língua isolada.
Mesmo com as muitas interações que os seris tiveram com falantes de outras línguas da região (línguas "yuto-nahuas" como o yaqui e o o'odham, entre outras) e com o espanhol, a língua  não mostra muita influência léxicas fruto de tais contatos.
A seguinte tabela mostra os sistemas pronominais de outras famílias linguísticas próximas ao Seri:
| GLOSA               | Pomo              | Seri                                                         | Proto- yumano | Chumash                  | Guaicura |
| ------------------- | ----------------- | ------------------------------------------------------------ | ------------- | ------------------------ | -------- |
| 1ª perssoa singular | ha(ʔaˑ)           | /ʔɛ/ (indep.) /ʔ-/, /ʔp-/ (sujeito, tr., intr.) ʔi- (poses.) | *ʔənya        | noi                      | be       |
| 2ª pessoa singular  | ma                | /mɛ/ (indep.) /m-/ (sujeito) /mi-/ (poses.)                  | *ma-          | pii                      | li       |
| 3ª pessoa singular  | mip (m.) mit (f.) | (/tiiχ/, demostrativo) Ø (nulo, sujeito) /i-/ (poses.)       | *pa-          | kai (c.) qòlò (d.)       | tutan    |
| 1ª pessoa plural    | wa                | (= 1 sg, indep.) /ʔa-/ (sujeito) (= 1 sg., poses.)           | *-ʔnya+PLU    | kiku                     | kate     |
| 2ª pessoa plural    | mal               | (= 2 pl, indep.) /ma-/ (sujeito) (= 2 pl, poses.)            | *-ma+PLU      | piku                     | peti     |
| 3ª pessoa plural    | bek               | (/taaχ/, demostrativo) Ø (nulo, sujeito) /i-/ (poses.)       | ?             | kaiwum (c.) qòlòwum (d.) | tukava   |

Como pode ser visto na tabela acima, há semelhanças entre as formas pronominais de algumas dessas línguas. Fatos acima motivaram a comparação entre as línguas e as propostas sobre haver relações genéticas entre as mesmas.

## Fonologia

### Vogais
O seri tem quatro vogais /a, e, i, o/, todas elas podem ser também longas /ā, ē, ī, ō/. O alongamento vocálico só tem valor fonêmico nas sílabas tônicas. As vogais não-redondas anteriores baixas /e, e/ são semi-abertas segundo a classificação fonética e podem ser percebidas aproximadamente como [/ɛ, ɛː/] ou também [/æ, æː/]. As vogais não arredondadas /i, e, a/ articuladas usualmente como [/i ɛ ɑ/], são percebidas como ditongos [iŭ ɛŏ ɑŏ] quando são seguidas por vogais redondeadas /kʷ xʷ χʷ/.
A seguinte tabela resume os fonemas e os alofones principais:
|         | Anterior      | Posterior     |
| ------- | ------------- | ------------- |
| Fechada | i, ii [i, iː] | o, oo [o, oː] |
| Aberta  | e, ee [ɛ, ɛː] | a, aa [ɑ, ɑː] |

### Consoantes
O fonema /ɾ/ só se apresenta em palavras originárias de outra língua. O fonema /l/ se apresenta também em palavras de origem externa e em algumas palavras nativas, em algumas das quais se alterna com o fonema /ɬ/, dependendo do falante. Outras consoantes podem ser encontradas em "empréstimos" recentes, como [ɡ] em hamiigo (do espanhol amigo) e em [β] en hoova (do espanhol uva).
A fricativa labial /ɸ/ pode ter um alofone da labiodental [f] entre alguns falantes e a fricativa pos-alveolar /ʃ/ está sujeita a se converter em retroflexiva [ʂ].
Em sílabas átonas, o /m/ fica assimilado ao ponto de articulação da consoante seguinte (que pode estar na palavra seguinte, como em comcáac /komˈkaːk/ gente seri, que se pronuncia [koŋˈkaːk]. Quando o /m/ é precedido por /k/ o /kʷ/, se converte na aproximante nasalizada [w̃] e a vogal sguinte se nasaliza, como en cmiique /kmiːkɛ/ pessoa seri, que se pronuncia [ˈkw̃ĩːkːɛ] ou [ˈkw̃ĩːkːi]. Alguns falantes articulam a consoante /m/ no final de uma frase fonológica como [ŋ].
|             |          | Bilabial | Dental | Alveolar | Post- alveolar | Palatal | Velar   | Velar   | Uvular | Uvular | Glotal |
| Simples     | Labial.  | Bilabial | Dental | Alveolar | Post- alveolar | Palatal | Simples | Labial. |        |        | Glotal |
| ----------- | -------- | -------- | ------ | -------- | -------------- | ------- | ------- | ------- | ------ | ------ | ------ |
| Oclusiva    | Oclusiva | p        | t      |          |                |         | k       | kʷ      |        |        | ʔ      |
| Nasal       | Nasal    | m        | n      |          |                |         |         |         |        |        |        |
| Fricativa   | Central  | ɸ        |        | s        | ʃ              |         | x       | xʷ      | χ      | χʷ     |        |
| Fricativa   | Lateral  |          |        | ɬ        |                |         |         |         |        |        |        |
| Vibrante    | Vibrante |          |        | (ɾ)      |                |         |         |         |        |        |        |
| Aproximante | Central  |          |        |          |                | j       |         |         |        |        |        |
| Aproximante | Lateral  |          |        | (l)      |                |         |         |         |        |        |        |

### Consoantes juntas
É bem comum no idiomoa seri a presença de mais de três consoantes juntas no início ou noa fim de uma sílaba. É nisso similar  ao Inglês, o qual permite essas combinações como em spray e acts).  Sem dúvida, tais combinações existem no inglês, mas são bem limitadas. Em inglês pode haver spr- mas não *ptk-, que em Seri aparece, por exemplo em ptcamn.
Há alguns poucos agrupamentos de 4 consoantes em seri, como em '/kʷsχt/' em cösxtamt ("haverá muitos muchos...") e também /mxkχ/ em ipoomjcx ("se ela o traz...").

### Acento
O acento tônico parece ficar na primeira sílaba da raiz, pois os sufixos nunca são acentuados e os prefixos só recebem acentos como resultado de uma fusão fonológica com a raiz. Porém, há palavras que são exceções, tais como substantivos e alguns verbo, nos quais a acentuação pode ficar depois da primeira sílaba da raiz. Uma análise alternativa, de proposta mais recente, localiza o acento na penúltima sílaba da raiz, sendo também  sensível ao "peso" da sílaba. Uma sílaba mais pesada (com duas vogais, ou com consoantes ao final depois de se excluir a última consoante da raiz, que não é considerada nessa medição) atrai o acento. Esta análise pode explicar a colocação dos acentos na maioria dos exemplos, mesmo havendo ainda exceções.

## Escrita
O Alfabeto Seri foi desenvolvido nos anos 50 por Edward W e Mary B. Moser, linguistas americanos a serviço do "Summer Institute of Linguistics" (SIL), tendo sido revisado mais tarde por Stephen Marlett, outro linguista do SIL.
A ortografia prática usada comumente para os textos seris usa as seguintes correspondências entre grafia e fonemas:
| A a | C c1 | Cö cö | E e    | F f | H h | I i | J j | Jö jö | L l | M m |
| --- | ---- | ----- | ------ | --- | --- | --- | --- | ----- | --- | --- |
| /ɑ/ | /k/  | /kʷ/  | /ɛ/    | /ɸ/ | /ʔ/ | /i/ | /x/ | /xʷ/  | /ɬ/ | /m/ |
| N n | O o  | P p   | Qu qu2 | R r | S s | T t | X x | Xö xö | Y y | Z z |
| /n/ | /o/  | /p/   | /k/    | /ɾ/ | /s/ | /t/ | /χ/ | /χʷ/  | /j/ | /ʃ/ |

1. pronunciado como k antes de a e o
2. pronunciado como k antes de e e i

Como pode ser visto o Alfabeto é Latino sem as letras B, D, G, K, U, V, W, usando os conjuntos C-V Cö, Jö, Xö
A primeira listagem de palavras Seri foi elaborada nos anos 1850, quando havia quem acreditasse que o Seri era um dialeto do Árabe . Desde os anos 50 já foram publicadas algumas estórias, o Novo Testamento foi traduzida e algumas outras publicações também surgiram em língua Seri.

## Amostra de texto
Heeesam quij toc cömiij. Coote hapah quij toc cömiij. Coteexoj hapah quij toc cömiij. Heem hapah quij toc cömiij. Xaasj himcap toc cömiip. Mojepe quih toc cömiip. Taax toc cömotat ma, heeesam quih toc cömiih. Tiix mos tcmiiquet, toc cöquiihtim iha. Fonte: "Heeesam quih xepe an hant cöiyaait hac" de Jesús Morales, tiix oaah iha
Português
O cavalo do mar estava lá, como uma pessoa, em terra. O que se chama cardo "teddybear" estava lá. O que se chama cardo cholla estava lá. O que é chamado cardo cholla lápis estava lá. O cardo sageuso estava lá. O cardo suaguaro estava lá. Esses vinham lá, o cavalo do mar estava lá.